# Ivan Šusteršič

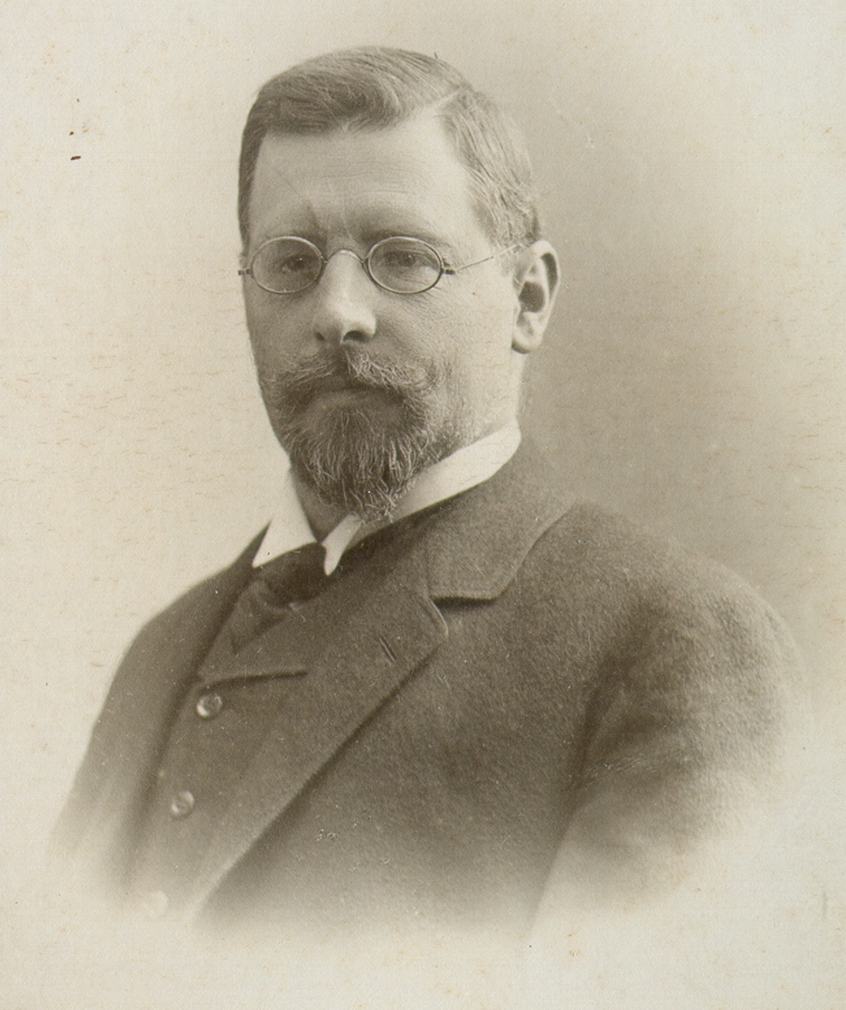
Ivan Šusteršič

Ivan Šusteršič (auch Šušteršič, *  29. Mai 1863 in Gorenja vas; † 7. Oktober 1925 in Laibach) war ein slowenischer Rechtsanwalt und katholisch-nationaler Politiker.

## Leben
Sein Vater Valentin Šusteršič (Schusterschitz) war Zivil- und Strafrichter in Krainburg. Sein jüngerer Bruder Alois Schusterschitz, ab 1919 Alojz Šusteršič, war k.u.k. Marineoffizier, zuletzt im Rang eines Konteradmirals (1900 nahm er an der Niederschlagung des Boxeraufstandes in China teil). Ivan Šusteršič besuchte von 1873 bis 1875 das Gymnasium in Krainburg, anschließend bis 1881 das 1. Staatsgymnasium in Laibach. Danach studierte er bis 1885 in Wien Rechtswissenschaften. 1886 bekam er eine Anstellung als Konzipient in einem Anwaltsbüro, 1894 eröffnete er seine eigene Anwaltskanzlei in Laibach. Im Jahr 1891 heiratete er Bogomila Šuman, die Tochter eines hohen Schulbeamten aus Laibach. Mit ihr hatte er vier Kinder: Ivo, Bogomila, Alfons und Ferdinand.

## Politische Laufbahn
1896 wurde Šusteršič in den zisleithanischen Reichsrat gewählt. Er war Mitglied der Krainer Katholischen Nationalpartei, die sich 1905 in Slowenische Volkspartei umbenannte. Seit 1897 führte er die Abgeordneten dieser Partei im Reichsrat. Von 1912 bis Oktober 1918 war er Landeshauptmann des Kronlandes Krain. 1914 gab er die Führung der südslawischen Fraktion an Anton Korošec ab. Als Politiker trat er für die Interessen der Bauern ein. Er war ein südslawischer Nationalist, der für den Zusammenschluss der slowenisch und kroatisch besiedelten Regionen Zisleithaniens zu einem einheitlichen, illyrischen, Verwaltungsgebiet eintrat. Er stand loyal zum habsburgischen Kaiserhaus und lehnte die Gründung eines alle Südslawen umfassenden jugoslawischen Staats ab.
1918 ging er in die Schweiz ins Exil, 1922 kehrte er in seine Heimat zurück.